# Agrippa Furio Medullino Fuso
Agrippa Furio Medullino Fuso (in latino Agrippa Furius Medullinus Fusus; fl. V secolo a.C.) è stato un politico e militare romano del V secolo a.C..

## Biografia
Nel 446 a.C. venne eletto console, insieme a Tito Quinzio Capitolino Barbato console per la quarta volta.
Approfittando dei dissidi interni a Roma, tra Patrizi e Plebei, per l'ennesima volta Volsci ed Equi avevano razziato le campagne di Roma, arrivando impunemente fin sotto le mura della città. In quel frangente Tito Quinzio pronunciò un discorso al popolo romano riunito, riuscendo a far tornare la concordia tra le classi, che Tito Livio riporta per intero.
(Tito Livio, Ab urbe condita, III, 4, 68)
Approntato in breve tempo l'esercito, Agrippa cedette il comando delle proprie legioni a Tito Quinzio per affrontare più efficacemente lo scontro, un atto non dovuto, che gli valse la stima e riconoscenza del collega. Lo scontro, al quale Agrippa partecipò come legato del collega più anziano, fu breve e cruento, e i romani vittoriosi, tornarono in città con un grande bottino.
L'anno consolare fu però macchiato dalla decisione del popolo romano riunito, sobillato da Publio Scapzio, di avocare a Roma la proprietà di territori contesi tra Ardea ed Ariccia, per i quali le popolazioni delle due città avevano chiesto il giudizio di Roma.